# Теофилос Леонтаридис
Теофилос Христу Леонтаридис (на гръцки: Θεόφιλος Χρήστου Λεονταρίδης) е гръцки политик от Нова демокрация.

## Биография
Теофилос Леонтаридис е роден в 1956 година във валовищкото село Долни Порой, Гърция. Завършва строително инженерство в Солунския университет. Основател е и председател на местния клон на партия Нова демокрация в родното му село. Избран е от Сяр за депутат от Нова демокрация на изборите от 1996, 2000, 2004, 2007, 2009 година и на изборите от 17 юни 2012 година.